# ライヴ・フロム・ニューヨーク・シティ 1967
『ライヴ・フロム・ニューヨーク・シティ 1967』(Live From New York City, 1967)はサイモン&ガーファンクルのライブ・アルバム。フィルハーモニック・ホール（現ディヴィッド・ゲフィン・ホール）で行われたコンサートを収録したものである。
サイモン&ガーファンクルによる1960年代のライブ・アルバムとして初めて公式に発売されたアルバムである。しかし収録されている楽曲の内、4曲（トラック12,13,14,18）は既に1997年のボックスセットアルバム『オールド・フレンズ』に収録されている。

## 収録曲
特記なき曲はポール・サイモン作。
1. 私の兄弟 - "He Was My Brother" – 3:21
2. 木の葉は緑 - "Leaves That Are Green" – 2:57
3. すずめ - "Sparrow" –3:06
4. 早く家へ帰りたい - "Homeward Bound" – 2:39
5. 君の可愛い嘘 - "You Don't Know Where Your Interest Lies" – 2:06
6. とても変わった人 - "A Most Peculiar Man" – 2:59
7. 59番街橋の歌 (フィーリン・グルーヴィー) - "The 59th Street Bridge Song (Feelin' Groovy)" – 1:49
8. 夢の中の世界 - "The Dangling Conversation" – 3:01
9. リチャード・コリー "Richard Cory" – 3:23
10. 冬の散歩道 - "A Hazy Shade Of Winter" – 2:37
11. ベネディクタス - "Benedictus" (Traditional, arr. Paul Simon & Art Garfunkel) – 2:45
12. ブレスト - "Blessed" – 3:45
13. 地下鉄の壁の詩 - "A Poem on the Underground Wall" – 4:45
14. アンジー - "Anji" (Davy Graham) – 2:28
15. アイ・アム・ア・ロック - "I Am a Rock" – 2:57
16. サウンド・オブ・サイレンス - "The Sound of Silence" – 3:25
17. エミリー・エミリー - "For Emily, Whenever I May Find Her" – 2:40
18. 教会は燃えている - "A Church Is Burning" – 3:43
19. 水曜の朝、午前3時 - "Wednesday Morning, 3 A.M." – 3:35